# تشاك فرانكو
تشاك فرانكو (بالإنجليزية: Chuck Franco)‏ هو ضابط شرطة أمريكي، ولد في 1955 في لاس كروسيس في الولايات المتحدة.

## وصلات خارجية
- الموقع الرسمي